# Nicole Billa
Nicole Billa, född 5 mars 1996 i Kufstein, är en österrikisk fotbollsspelare (anfallare) som representerar Hoffenheim i Frauen-Bundesliga och det österrikiska landslaget. Billa var en del av det landslag som spelade Europamästerskapet i England år 2022. Hon blev målskytt i den sista gruppspelsmatchen mot Norge.